# Liste der Stolpersteine in Eiterfeld
Die Liste der Stolpersteine in Eiterfeld enthält alle Stolpersteine, die im Rahmen des gleichnamigen Projekts von Gunter Demnig in Eiterfeld verlegt wurden. Mit ihnen soll an Opfer des Nationalsozialismus erinnert werden, die in Eiterfeld lebten und wirkten.

## Verlegte Stolpersteine
| Bild | Person, Inschrift                                                                                   | Adresse                             | Verlege- datum | weitere Informationen |
| --- | --------------------------------------------------------------------------------------------------- | ----------------------------------- | -------------- | --------------------- |
| Bild gesucht Die Wikipedia wünscht sich an dieser Stelle ein Bild vom hier behandelten Ort. Falls du dabei helfen möchtest, erklärt die Anleitung , wie das geht. BW | Hier wohnte Helene Rosenstock Jg. 1871 deportiert 1942 'Theresienstadt ermordet 29.9.1942 Treblinka | Hermann-Lietz-Straße 3 · Buchenau · | 28. Mai 2012   |                       |
| Bild gesucht Die Wikipedia wünscht sich an dieser Stelle ein Bild vom hier behandelten Ort. Falls du dabei helfen möchtest, erklärt die Anleitung , wie das geht. BW | Hier wohnte Hannchen Rosenstock Jg. 1869 deportiert 1942 'Theresienstadt ...                        | Hermann-Lietz-Straße 3 · Buchenau · | 28. Mai 2012   |                       |
| Bild gesucht Die Wikipedia wünscht sich an dieser Stelle ein Bild vom hier behandelten Ort. Falls du dabei helfen möchtest, erklärt die Anleitung , wie das geht. BW | Hier wohnte Levi Rosenstock Jg. 1885 deportiert 1942 'Theresienstadt ...                            | Hermann-Lietz-Straße 3 · Buchenau · | 28. Mai 2012   |                       |
| Bild gesucht Die Wikipedia wünscht sich an dieser Stelle ein Bild vom hier behandelten Ort. Falls du dabei helfen möchtest, erklärt die Anleitung , wie das geht. BW | Hier wohnte Malchen Rosenstock Jg. 1881 deportiert 1942 'Theresienstadt ...                         | Hermann-Lietz-Straße 3 · Buchenau · | 28. Mai 2012   |                       |
| Bild gesucht Die Wikipedia wünscht sich an dieser Stelle ein Bild vom hier behandelten Ort. Falls du dabei helfen möchtest, erklärt die Anleitung , wie das geht. BW | Hier wohnte Veilchen Rosenstock Jg. 1873 deportiert 1942 'Theresienstadt ...                        | Hermann-Lietz-Straße 3 · Buchenau · | 28. Mai 2012   |                       |